# Jessie Belle Hardy Stubbs MacKaye

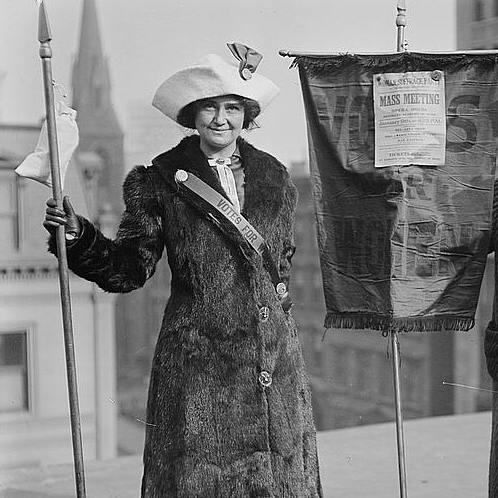
Jessie Stubbs MacKaye etwa 1912–1913, in der Zeit der Wahlrechtsmärsche

Jessie Belle Hardy Stubbs MacKaye (* 1876; † 18. April 1921 im East River, New York) war eine US-amerikanische Frauenrechtlerin und Pazifistin. Sie war Präsidentin der Milwaukee Women's Peace Society und in zweiter Ehe mit dem Forstwissenschaftler und Umweltschützer Benton MacKaye verheiratet.

## Leben
Sie studierte an der Columbia University und stand der Women's Peace Society in New York City vor. 1896 bis 1899 war sie mit dem Arzt Guerney Stubbs verheiratet, der 1899 starb. Mehrere von ihr angeführte Aktionen, so ein 1912 durchgeführter Friedensmarsch, erhielten überregionales Interesse. Bekannt wurde sie durch den Aufruf, Frauen sollten unverheiratet bleiben und keine Kinder gebären, bis ein Mittel gefunden sei, Krieg auszuschließen. 1914 nahm sie an einer zentralen Demonstration für das Frauenwahlrecht in Washington teil.
Jessie Stubbs nahm sich 1921 das Leben, indem sie sich im East River ertränkte.
Benton MacKaye wurde während der Folgezeit von einem befreundeten Architekten, Charles Whitaker, eingeladen sich auf dessen Farm in Mount Olive zu erholen. Während dieser Zeit formulierte er die Grundidee des Appalachian Trail, eines der längsten Fernwanderwege der USA und weltweit.